# Ambasada Nikaragui przy Stolicy Apostolskiej
Ambasada Republiki Nikaragui przy Stolicy Apostolskiej – misja dyplomatyczna Republiki Nikaragui przy Stolicy Apostolskiej. Ambasada mieści się w Rzymie.
Ambasador Nikaragui przy Stolicy Apostolskiej akredytowany jest również przy Zakonie Maltańskim.